# تسجيلات ماشين شوب
تسجيلات ماشين شوب (بالإنجليزية: Machine Shop Recordings) هي شركة موسيقيي للأخوان وارنر. يعملون مايك شينودا وبراد ديلسون للشركة، وصدر الشركة ألبومات لللينكين بارك، فورت مينور، هولي بروك وآخرى.

## وصلات خارجية
- تسجيلات ماشين شوب (بالإنجليزية)